# كريستوبال كامبوس
كريستوبال كامبوس (بالإسبانية: Cristóbal Campos)‏ هو لاعب كرة قدم تشيلي، ولد في 2000 في سانتياغو في تشيلي. لعب مع نادي أونيفرسيداد دي تشيلي.